# إدغار بيتشر برونسون
إدغار بيتشر برونسون (بالإنجليزية: Edgar Beecher Bronson)‏ هو صحفي أمريكي، ولد في 1856، وتوفي في 1917.